# Casta (ølmærke)
 For alternative betydninger, se Casta. (Se også artikler, som begynder med Casta)
Casta er et mexikansk ølmærke som blev produceret af bryggeriet Especialidades Cervecera frem til 2005. Derefter blev det solgt til FEMSA som er moderselskabet til Cervecería Cuauhtémoc Moctezuma hvor produktionen af Casta foregår i dag.